# Sophie Bleuet
Sophie Bleuet, née le 9 avril 1967 à Soissons, est une directrice des services pénitentiaires française.
Après avoir été à la tête de la direction interrégionale des services pénitentiaires de Bordeaux, de l'École nationale d'administration pénitentiaire (Énap) et de la mission de contrôle interne de la direction de l'Administration pénitentiaire, elle est directrice interrégionale des services pénitentiaires de Lille depuis le 1er juillet 2024.

## Biographie

### Origines et formation
Sophie Bleuet est née le 9 avril 1967 à Soissons (Aisne).
Elle explique son intérêt pour l'administration pénitentiaire par une « révélation » survenue au cours d'une commission d'application des peines à laquelle elle assiste dans le cadre d'un stage à Soissons alors qu'elle est étudiante en maîtrise de droit (option « carrières judiciaires »). À l'issue de ses études juridiques, elle est reçue au concours de directrice des services pénitentiaires et suit sa formation à l'École nationale d'administration pénitentiaire.

### Carrière
Elle commence sa carrière dans l'administration pénitentiaire comme sous-directrice de la maison d’arrêt de Bordeaux-Gradignan, avant d'être nommée directrice du centre pénitentiaire de Metz puis du centre de détention d’Oermingen, en 2000.
Nommée adjointe au directeur interrégional des services pénitentiaires de Dijon en 2010, elle succède à Marie-Line Hanicot comme directrice interrégionale des services pénitentiaires de Bordeaux en 2013. En cette qualité, elle entre au conseil d'administration de l'École nationale d'administration pénitentiaire. Son mandat est marqué par la première expérimentation en France des modules de respect, un programme d'origine espagnole fondé sur la responsabilisation des détenus méritants qui leur permet de bénéficier d'un régime de détention assoupli en contrepartie d'un comportement exemplaire, qu'elle initie au centre pénitentiaire de Mont-de-Marsan en 2015.
En 2016, sur proposition d'Isabelle Gorce, alors directrice de l'Administration pénitentiaire, elle est nommée directrice de l'École nationale d'administration pénitentiaire (Énap), en remplacement de Philippe Pottier,. Pendant trois ans, elle mène de nombreuses réformes et actions notamment destinées à valoriser l'administration pénitentiaire et ses personnels, comme la formalisation des valeurs de l'Énap et de la communauté pédagogique, la réforme de la formation, la sécurisation du site et l'agrandissement de l'école. En 2016, elle commande le premier peloton de l'administration pénitentiaire défilant sur les Champs-Élysées à l'occasion du défilé du 14 juillet. En 2018, elle organise l'accueil, pour la première fois, d'un président de la République, alors Emmanuel Macron, à l'Énap,.
En 2019, tandis que Christophe Millescamps lui succède à la direction de l'école, elle est nommée cheffe de la nouvelle mission de contrôle interne de la direction de l'Administration pénitentiaire.
En 2024, elle prend la tête de la direction interrégionale des services pénitentiaires de Lille, succédant à Valérie Decroix.

## Décorations
- Chevalière de la Légion d'honneur (2011)[15]
- Officière de l'ordre national du Mérite (2016)[16]
- Médaille d'honneur de l'administration pénitentiaire, bronze[17]